# Neoferdina offreti
Neoferdina offreti är en sjöstjärneart som först beskrevs av Jean Baptiste François René Koehler 1910.  Neoferdina offreti ingår i släktet Neoferdina och familjen Ophidiasteridae. Inga underarter finns listade i Catalogue of Life.